# Софиева, Периханым
Периханым Софиева (азерб. Pərixanım Sofiyeva, груз. ფარიხან სოფიევა; 1884, Гараджалар, Борчалинский уезд — 1953, Гараджалар, Гардабанский район) — первая в мусульманском мире женщина, избранная депутатом.

## Жизнь
Родилась в селе Гараджалар, расположенном в населённом азербайджанцами регионе Грузии. Ставшая очень популярной ещё в период царизма, Периханым Софиева победила в 1918 году на выборах в регионе своего проживания кандидата от партии социалистов-федералистов Грузии и прошла в парламент Грузии как беспартийный депутат.
Несмотря на то, что она прожила достаточно долго, подробной информации об этом периоде по-прежнему нет.

### Ранний период жизни
В семье Периханым было 9 детей. Она была единственной дочерью. Периханым заботилась о братьях. Ставшая популярной в период царизма, она на ссуды из банков открыла в селе сиротский приют. После обретения Грузией независимости была избрана в парламент.
Историк Ираклий Хвадагиани, исследовавший Грузинскую Демократическую Республику, заметил в списке депутатов, избранных от Тифлисской губернии, имя женщины-мусульманки. Поначалу историк в это не поверил, но позже наткнулся на это же имя в официальной газете грузинских социалистов-федералистов и занялся изучением этого вопроса. Так Периханым Софиева, первая женщина-депутат в мусульманском мире, стала известна современной истории.

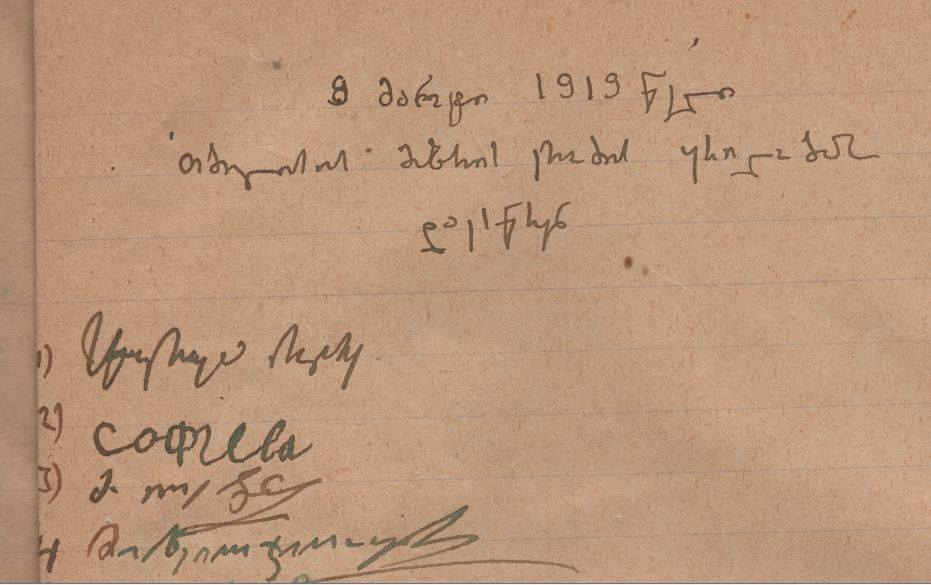
Подпись Периханым Софиевой (вторая в списке) в 1919 году на протоколе уведомления представителей местных органов власти.

После Февральской революции 1917 года в период Временного правительства началось реформирование системы местного самоуправления на Кавказе и подготовка к выборам. Процесс протекал на фоне тяжёлых политических катаклизмов, и фактически не продвинулся до провозглашения независимости Грузии. С 28 мая по конец 1918 года в основных уездах Грузии состоялись выборы в органы местного самоуправления. В 1919—1920 годы прошли выборы в органы местного самоуправления и в других уездах, которые ранее не контролировались центральным правительством. Выборы по Тифлисскому уезду были отложены до конца осени, так как не удалось мобилизовать избирателей, занятых на сельскохозяйственных работах. Согласно избирательной системе, уезды были разделены на избирательные округа, где граждане должны были избрать определённое количество депутатов по пропорциональным спискам. Последние выборы по Тифлисскому уезду прошли в округе Караязы, где большинство избирателей составляли азербайджанцы. Неожиданно Периханым Софиева, беспартийная азербайджанская мусульманка, одержала верх над остальными кандидатами от социал-демократов и социал-федералистов, организации «Гуммет», национал-демократов и эсеров и стала пятым представителем округа Караязы с правом голоса в Тифлисском уездном органе местного самоуправления.
Информации о её деятельности в качестве депутата немного. Однако, известно, что она убедила правительство построить железную дорогу рядом со своим селом. Хвадагиани говорит:

Если даже в наше время избрание женщины депутатом достаточно проблематично, то избрание женщины-мусульманки в 1918 году – вообще немыслимо. Трудно представить, каким авторитетом она обладала.
В газете Sakhalkho Sakme («Народное дело»), принадлежавшей партии социалистов-федералистов Грузии, которая была среди тех, кто проиграл на выборах Софиевой, так написали об этом:

Должны отметить одно забавное событие: среди избранных депутатов есть одна женщина-мусульманка – Перихан Софиева.

### Период Грузинской ССР
После оккупации Грузии большевиками в 1921 году всё имущество семьи Софиевых было конфисковано. По словам вдовы племянника Периханым Рашханды Софиевой, Периханым ненавидела большевиков и советское правление. До самого преклонного возраста носила при себе немецкий маузер. В период сталинской кампании «Большой чистки» 5 из 8-и братьев Периханым были расстреляны и похоронены в месте массового захоронения. Их останки до сих пор не найдены. Хвадагиани попытался найти в архивах документы братьев, но безуспешно. Скорее всего, они были расстреляны либо за то, что противились коллективизации, либо потому что были относительно состоятельными людьми. В 1930-е этого было достаточно для того, чтобы быть признанным «врагом народа». После гибели братьев Периханым всю свою жизнь посвятила тому, чтобы вырастить и дать образование их детям. Из этого рода вышло много представителей интеллигенции. В частности, директор Института географии имени Гасана Алиева НАНА Рамиз Мамедов приходится внучатым племянником Периханым Софиевой.

### Смерть
Периханым Софиева скончалась в 1953 году от инфаркта, полученного после известия об аресте одного из племянников.

## Память
Самым многочисленным родом в селе Караджала по-прежнему остаётся род Софиевых. Одна из тех, кто видел Периханым, вдова её племянника Рашханда Софиева, так говорит о ней:

Oo, Перихан… Да смилостивится Аллах над её душой! Это была потрясающая женщина! Она была мужчиной, просто родилась женщиной. Мужчины боялись её, её слово имело большой вес. Никто не рисковал идти против неё. Если что-то происходило в деревне, все советовались с ней, её слово было как закон… Когда пришли большевики, она продолжала читать Коран, носить маузер, и ни советская власть, ни что-либо другое не смогло её победить. Она заботилась о детях своих братьев, дала им высшее образование. Они в будущем стали врачами, учителями, учёными... Без образования это невозможно. Но если женщина сможет получить образование, как Перихан, то она добьётся всего.
Внучатый племянник Периханым Бекзад Софиев работает учителем истории в селе Караджала. По его словам, все пожилые люди этого региона знали Периханым и хорошо о ней отзываются:

Она очень любила помогать людям, никогда не уставала это делать. Она была своего рода Робином Гудом.
Часть сельского кладбища была выделена семье Софиевых. Руководствуясь тем, что у её расстрелянных братьев не было могил, Периханым завещала, чтобы её похоронили в простой могиле.